# ریچارد اچ پالمر
 ریچارد اچ پالمر (انگلیسی: Richard H. Palmer؛ زاده ) یک تنیس‌باز اهل ایالات متحده آمریکا است.